# Lluís Barraquer i Bordas
Lluís Barraquer i Bordas (Barcelona, 27 d'abril de 1923 - Sant Climent de Llobregat, 5 d'abril de 2010), fou metge neuròleg català, fill de Lluís Barraquer i Ferré i net de Lluís Barraquer i Roviralta, ambdós neuròlegs.

## Biografia
El 1947 es va llicenciar en medicina a la Universitat de Barcelona. Treballà un any a l'Institut Neurològic Municipal, i el 1948 ingressà al Servei de Neurologia de l'Hospital de la Santa Creu i Sant Pau, del que en fou director entre 1972 i el 1978, i consultor director fins a la seva jubilació el 1993. De 1950 a 1967 fou director de la Secció de Neurologia de la Clínica Universitària de Patologia General de l'Hospital Clínic i Provincial de Barcelona.
En l'àmbit acadèmic, el 1967 fou professor de neurologia de la Universitat de Navarra; el 1972 fou professor agregat i el 1979 catedràtic associat de la Universitat Autònoma de Barcelona; des del 1992 dona classes de Neuropsicologia a la Universitat Ramon Llull. També ha estat president de la Societat Catalana de Neurologia (1968-73).
L'any 2009, va rebre la creu de Sant Jordi per la Generalitat de Catalunya. Ha estat important en el desenvolupament de la neuropsicologia a Catalunya. És soci de mèrit de l'Acadèmia de Ciències Mèdiques de Catalunya i Balears i numerari de la Reial Acadèmia de Medicina de Catalunya des de 1988.
El 30 d'octubre del 2003 va ser investit doctor honoris causa per la Universitat Rovira i Virgili. Ha escrit nombroses obres de referència.

## Obres
- Patología general del sistema piramidal (1952)
- Fisiología y clínica del sistema límbico (1955)
- Patología general del tono muscular (1957)
- Neurología fundamental (1963)
- Parálisis cerebral infantil (1964) amb J. Ponces, J. Corominas, E. Torras i L. A. Nogués
- El dolor. Anatomofisiología clínica y terapéutica farmacológica (1968) amb F. Jané i Carrencà
- Fisopatología de la espasticidad (1972)
- Afasia, apraxia, agnosia (1974)
- Neuropsicología (1983) amb J. Peña i Casanova
- El sistema nervioso como un todo. La persona y su enfermedad (1995)